# Sandecz
Sandecz (een verbasterde schrijfwijze van de Duitse naam Sandez) is een verwijzing naar de Poolse regio "Sądecki" (Powiat Nowosądecki), een in het zuidoosten van Polen gelegen gebied dat zijn naam ontleent aan de plaatsen Nowy Sącz en Stary Sącz. Typisch oude stadjes in dit gebied zijn Stary Sącz, waar het Klooster van Cunegonda van Polen staat en het 13e-eeuwse stadje Piwniczna Zdrój, dat een uitgebreid zomer- en wintersport gebied beslaat.